# Binnenmaas
Binnenmaas est une ancienne commune néerlandaise, en province de Hollande-Méridionale.
La commune a été créée le 1er janvier 1984 par la fusion des communes de Maasdam, Heinenoord, Puttershoek, Mijnsheerenland et Westmaas. Son nom vient de la Binnenbedijkte Maas, un tracé ancien de la Meuse aujourd'hui complètement séparé du cours d'eau. Le 1er janvier 2007, la commune de 's-Gravenland a été rattachée à Binnenmaas.